# 幻走空中賽車
《幻走空中賽車》是由illuCalab开发的赛车游戏，该开发团队也曾参与过《瑪利歐賽車8》的开发工作。2019年该作发售在PC和Switch平台，2021年该作发布了PS4版本。

## 玩法

一张咲夜正在骑着蕾米莉亚赛车的游戏截图

该作为节奏类竞技街机游戏，以“东方Project”世界观为基础。玩家在游戏开始时需要同时控制两个角色进行游戏，一个角色作为骑手，另一个作为飛行板。玩家拥有一个能量条，能量条里的能量会随着玩家的前进而逐渐增加，玩家还可以通过赛道上的彩环以更快地增加能量。当能量条满格时，玩家可以让两个角色交换位置并加快行驶的速度。玩家在能量条满格时还会获得增强道具的加持，例如在赛道上设置障碍或临时加快速度。
玩家可以在故事模式中解锁游玩角色或赛道，游戏共22名角色可供解锁。该作故事模式的过场剧情讲述了博麗靈夢和魔理沙为了追查使幻想鄉的居民们失去力量的真凶来到一座賽車場，并和角色们在賽車場里展开一场賽車大賽的故事。玩家可以选择单人模式与AI对战，也可以选择多人模式中通过在线或本地分屏的方式和别的玩家对战。该作允许使用Steam平台或Switch平台的玩家跨平台游玩。

## 开发
2019年11月该作宣布发售预告，并于12月12日在Steam平台和Switch平台上发售。该作PS4版原计划于2020年第一季度发售，但该作直到2021年3月9日才在PS4上发售。该作PS4版可兼容PS5游玩。

## 回响
该作的PS4版在评论聚合网站Metacritic上获得了“普遍差评”的评价。评论者们注意到该作并没有在线玩家，并批评其画面过时，操控性差等问题。《任天堂世界报道》的尼爾·羅納漢（Neal Ronaghan）赞扬了《马里奥赛车 双重冲击！！》的游戏机制和多人游戏模式，但批评了《Gensou SkyDrift》过时的手感和设计，以及乏善可陈的单人游戏模式。《Nintendo Life》的克里斯·斯卡利恩（Chris Scullion）认为该作是“Switch平台上相对较好的非瑪利歐賽車系列的卡丁车赛车游戏之一”，他尤其称赞了该作的漂移机制，但批评其赛道设计“令人恼火”、单人游戏内容匮乏以及在线多人游戏模式缺乏玩家——“在撰写本文时，游戏才刚推出一周，在线模式就已经像曼联的联赛冠军之梦一样破灭了，所以你还不如认为该作根本没有在线模式。”《Oprainfall》的史蒂夫·巴尔的摩（Steve Baltimore）称赞了该作的视觉风格和插图、速度感、配乐和直截了当的游戏玩法，但他指出游戏缺乏配音和更多的游戏模式。
《Fami通》的四位评论者认为双人合作模式的加入为游戏添加了即时战略元素，但也有人批评游戏不易理解，不过他们称赞了游戏的速度感和该作日式风格的“过山车”3D赛道。《Cubed3》的埃里克·艾斯（Eric Ace）认为该作称得上是一款合格且做工精良的赛车游戏，并称"游戏的手感和游戏性比《瑪利歐賽車8》更好"，他认为后者的赛车速度慢且笨拙。不过艾斯也批评该作缺乏深度和内容，并且剧情流程较短。《Pure PlayStation》的克里斯·哈丁（Chris Harding）严厉批评了该作的一些问题，例如乏味的视觉效果、游戏性、糟糕的赛道设计和增强道具、内容匮乏以及在线多人游戏模式中玩家人数不足，不过他也认为角色的操控手感还不错。《Third Coast Review》的丹·桑塔罗米塔（Dan Santaromita）批评该游戏的视觉效果过于呆板，控制方案和较差的拖动方式妨碍了游戏的可玩性，不过他称赞该作与《马力欧卡丁车 双重冲击！！》相似的变化机制增加了游戏的可玩度。桑塔罗米塔将该作与《尼克卡通赛车手2：大奖赛》相提并论，认为它们都是“可靠的同人赛车游戏”。